# Campeonato Paraense de Futebol de 1944
O Campeonato Paraense de Futebol de 1944 foi a 33.ª edição da principal divisão do futebol do Pará. Organizada pela Federação Paraense de Desportos, a competição contou com a participação de quatro clubes, todos sediados na capital Belém. O Paysandu sagrou-se campeão, conquistando seu 14º título estadual, enquanto o Remo ficou com o vice-campeonato.

## Participantes
| Equipe      | Cidade | Títulos (mais recente) | Part. |
| ----------- | ------ | ---------------------- | ----- |
| Paysandu    | Belém  | 13 (1943)              | 29    |
| Remo        | Belém  | 14 (1940)              | 29    |
| Transviário | Belém  | 0 (não possui)         | 7     |
| Tuna Luso   | Belém  | 3 (1941)               | 11    |

## Premiação
| Campeonato Paraense de 1944      |
| Belém                            |
| -------------------------------- |
| Paysandu Tricampeão (14º título) |